# Orimarga chionomera
Orimarga chionomera är en tvåvingeart som beskrevs av Alexander 1945. Orimarga chionomera ingår i släktet Orimarga och familjen småharkrankar. Inga underarter finns listade i Catalogue of Life.